# Hektor Llanos
Hektor Llanos Burguera (* 6. Juli 1972 in Vitoria-Gasteiz) ist ein ehemaliger baskischer Triathlet. Er wird in der Bestenliste spanischer Triathleten auf der Ironman-Distanz geführt.

## Werdegang
Im Jahr 2000 startete Llanos in Mexiko bei der Aquathlon-Weltmeisterschaft und wurde dort Vierter (2,5 km Laufen, 1 km Schwimmen und 2,5 km Laufen).
Im April 2007 wurde er auf Ibiza Vize-Europameister im Cross-Triathlon – nur eine Sekunde hinter seinem vier Jahre jüngeren Bruder Eneko Llanos. Hektor Llanos war 21 Jahre lang als Triathlon-Profi aktiv. 2010 hat er seine Aktivitäten als Profi beendet und betreut seitdem seinen jüngeren Bruder.

## Sportliche Erfolge
| Datum/Jahr    | Rang | Wettbewerb                                      | Austragungsort   | Zeit     | Bemerkung                                                                                     |
| ------------- | ---- | ----------------------------------------------- | ---------------- | -------- | --------------------------------------------------------------------------------------------- |
| 10. Okt. 2009 | DNF  | Ironman Hawaii                                  | Hawaii           | –        |                                                                                               |
| 5. Juli 2009  | 18   | Ironman Germany                                 | Frankfurt        | 08:46:42 |                                                                                               |
| 6. Juli 2008  | 5    | Ironman Germany                                 | Frankfurt        | 08:11:13 |                                                                                               |
| 1. Juli 2007  | 9    | Ironman Germany                                 | Frankfurt        | 08:30:27 | [ 2 ]                                                                                         |
| 19. Mai 2007  | 7    | Ironman Lanzarote                               | Playa del Carmen | 09:26:06 | Hektar Llanos erreicht hinter dem Sieger – seinem Bruder Eneko – den siebten Rang.            |
| 16. Juli 2006 | 2    | Ironman Austria                                 | Klagenfurt       | 08:13:43 | Hektor Llanos wurde Zweiter, gefolgt von seinem Bruder Eneko.                                 |
| 10. Juli 2005 | 4    | Ironman Germany                                 | Frankfurt        |          | 3,8 km Schwimmen, 180 km Radfahren und 42,195 km Laufen                                       |
| 26. Juli 2003 | 1    | Alpen-Triathlon                                 | Schliersee       | 02:02:51 | 1,5 km Schwimmen, 40 km Radfahren und 10 km Laufen                                            |
| 2001          | 4    | ITU Triathlon Weltcup                           | Gamagōri         |          |                                                                                               |
| 2000          | 3    | ITU Triathlon Weltcup                           | Cancún           |          |                                                                                               |
| 8. Juni 1997  | 22   | ITU Long Distance Triathlon World Championships | Nizza            | 06:01:38 | 1997 wurde die ITU-Weltmeisterschaft im Zuge des Triathlon International de Nice ausgetragen. |
| 1996          | 19   | ITU Long Distance Triathlon World Championships | Muncie           | 03:56:41 | Triathlon-Weltmeisterschaft auf der Langdistanz                                               |

| Datum/Jahr    | Rang | Wettbewerb                                 | Austragungsort | Zeit     | Bemerkung                                                  |
| ------------- | ---- | ------------------------------------------ | -------------- | -------- | ---------------------------------------------------------- |
| 28. Apr. 2007 | 2    | ETU Cross Triathlon European Championships | Ibiza          | 01:23:04 | zweiter Rang hinter seinem Bruder Eneko Llanos             |
| 29. Okt. 2006 | 13   | Xterra Triathlon World Championships       | Maui           |          | 1,5 km Schwimmen, 30 km Mountainbike und 11 km Geländelauf |

| Datum/Jahr | Rang | Wettbewerb                        | Austragungsort | Zeit  | Bemerkung                                                                     |
| ---------- | ---- | --------------------------------- | -------------- | ----- | ----------------------------------------------------------------------------- |
| 2000       | 4    | ITU Aquathlon World Championships | Cancún         | 29:03 | Aquathlon-Weltmeisterschaft (2,5 km Laufen, 1 km Schwimmen und 2,5 km Laufen) |

(DNF – Did Not Finish)